# Yannick Schroeder
Yannick Schroeder (Metz, 10 de agosto de 1979) é um ex-piloto automobilístico francês.

## Carreira
Iniciou a carreira no kart em 1995, migrando para os monopostos em 1996 para disputar a Fórmula Renault Francesa, onde permaneceu durante 4 temporadas. Entre 1999 e 2000, disputou a Fórmula 3 local, sem resultados de muita expressão. Disputou também provas da American Le Mans Series, Euro Fórmula 3000 e FIA GT.
Na Fórmula 3000, Schroeder estreou em 2003 pela Superfund Team/ISR - Charouz, obtendo um 4º lugar em Nürburgring, terminando o campeonato em 12º com 13 pontos. Em 2004 foi contratado pela tradicional Durango, conquistando seu único pódio na categoria em Hungaroring ao chegar na terceira posição. O francês encerrou a temporada em 9º lugar, repetindo a pontuação da temporada anterior. Por questões de patrocínio, foi substituído pelos italianos Matteo Meneghello e Michele Rugolo, aposentando-se das pistas aos 25 anos depois de não conseguir vaga em outras categorias.